# Milaan-San Remo 1921
De wielerwedstrijd Milaan-San Remo 1921 werd verreden op 3 april van dat jaar.
Het parcours van deze 14e editie was 286,5 kilometer lang. De winnaar legde de afstand af in 9 uur en 30 minuten. Van de 71 gestarte renners finishten er 41. De Italiaan Costante Girardengo was de snelste. De snelste Belg was Philippe Thys.

## Deelnemende ploegen
| Deelnemende teams | Deelnemende teams | Deelnemende teams | Deelnemende teams |
| ----------------- | ----------------- | ----------------- | ----------------- |
| Ancora            | La Sportive       | Legnano-Pirelli   | Stucchi-Pirelli   |
| Bordin            | Bianchi-Dunlop    |                   |                   |

## Uitslag
| Plaats  | Naam                | Ploeg           | tijd     |
| ------- | ------------------- | --------------- | -------- |
| Winnaar | Costante Girardengo | Stucchi-Pirelli | 9u30'00" |
| 2       | Giovanni Brunero    | Legnano-Pirelli | z.t.     |
| 3       | Giuseppe Azzini     | Stucchi-Pirelli | +3'30"   |
| 4       | Alfredo Sivocci     | Legnano-Pirelli | z.t.     |
| 5       | Ugo Agostoni        | Legnano-Pirelli | +8'00"   |
| 6       | Henri Pélissier     | JB Louvet-Soly  | z.t.     |
| 7       | Clemente Canepari   | Legnano-Pirelli | z.t.     |
| 8       | Gaetano Belloni     | Bianchi-Dunlop  | +14'00"  |
| 9       | Carlo Galetti       | Legnano-Pirelli | +16'30"  |
| 10      | Philippe Thys       | La Sportive     | +17'10"  |
| 11      | Luigi Lucotti       | Ancora          | +23'00"  |
| 12      | Bartolomeo Aimo     | Legnano-Pirelli | +28'00"  |
| 13      | Lauro Bordin        | Bordin          | +29'30"  |
| 14      | Alfonso Calzolari   | Individueel     | z.t.     |
| 15      | Federico Gay        | Bianchi-Dunlop  | +34'30"  |
| 16      | Rinaldo Spinelli    | Individueel     | +35'00"  |
| 17      | Henri Wynsdau       | Stucchi-Pirelli | +37'00"  |
| 18      | Camillo Arduino     | Bianchi-Dunlop  | +43'00"  |
| 19      | Ezio Giorgetti      | Individueel     | +45'00"  |
| 20      | Ezio Corlaita       | Individueel     | +46'00"  |

1907 · 1908 · 1909 · 1910 · 1911 · 1912 · 1913 · 1914 · 1915 · 1916 · 1917 · 1918 · 1919 · 1920 · 1921 · 1922 · 1923 · 1924 · 1925 · 1926 · 1927 · 1928 · 1929 · 1930 · 1931 · 1932 · 1933 · 1934 · 1935 · 1936 · 1937 · 1938 · 1939 · 1940 · 1941 · 1942 · 1943 · 1944 · 1945 · 1946 · 1947 · 1948 · 1949 · 1950 · 1951 · 1952 · 1953 · 1954 · 1955 · 1956 · 1957 · 1958 · 1959 · 1960 · 1961 · 1962 · 1963 · 1964 · 1965 · 1966 · 1967 · 1968 · 1969 · 1970 · 1971 · 1972 · 1973 · 1974 · 1975 · 1976 · 1977 · 1978 · 1979 · 1980 · 1981 · 1982 · 1983 · 1984 · 1985 · 1986 · 1987 · 1988 · 1989 · 1990 · 1991 · 1992 · 1993 · 1994 · 1995 · 1996 · 1997 · 1998 · 1999 · 2000 · 2001 · 2002 · 2003 · 2004 · 2005 · 2006 · 2007 · 2008 · 2009 · 2010 · 2011 · 2012 · 2013 · 2014 · 2015 · 2016 · 2017 · 2018 · 2019 · 2020 · 2021 · 2022 · 2023 · 2024 · 2025
Lijst van beklimmingen